# 파르마 공작 카를로 2세

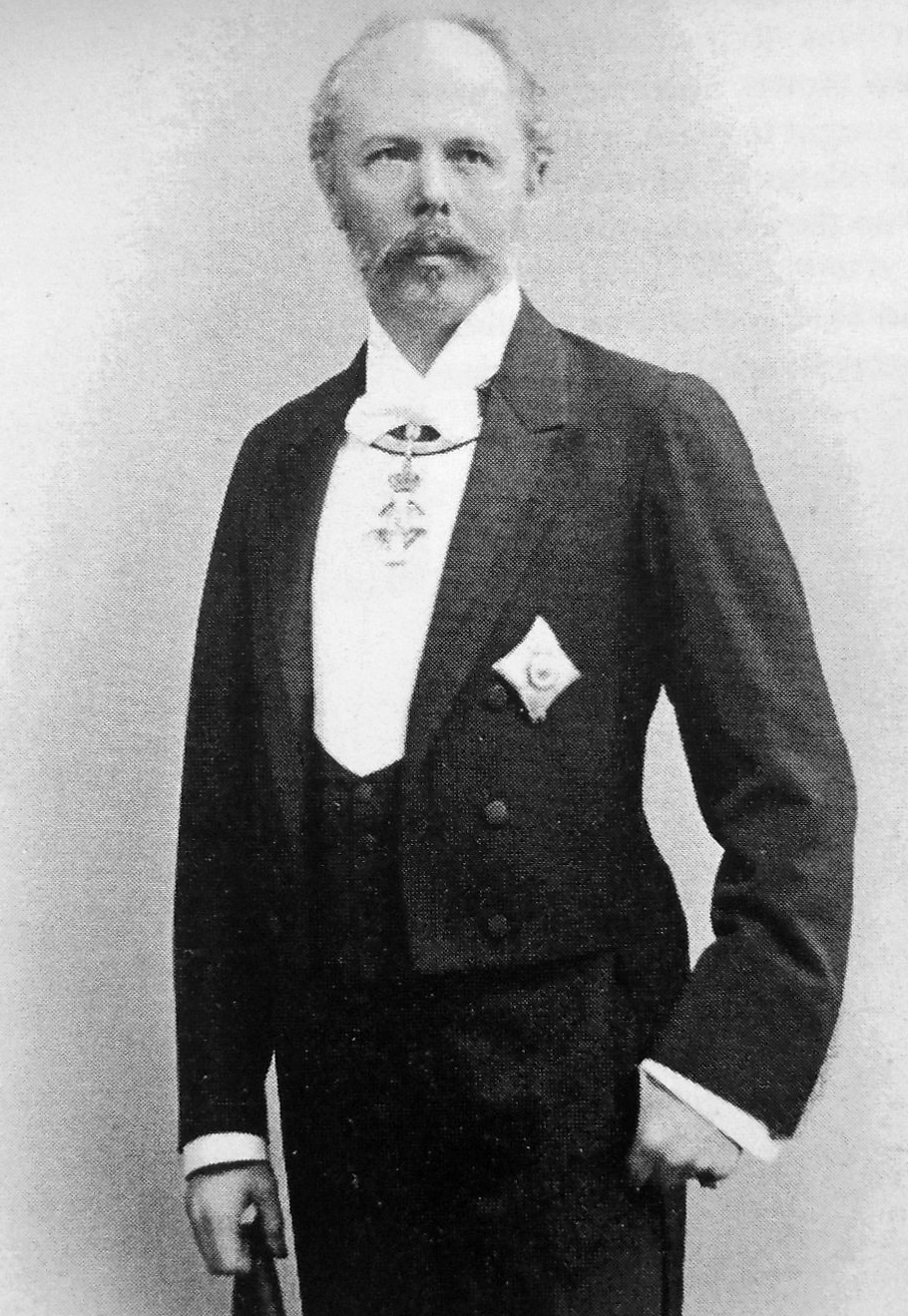
파르마의 카를로 2세

파르마 공작 카를로 2세(Carlo II di Parma) 또는 카를로 루도비코 디 보르보네파르마(Carlo Ludovico di Borbone-Parma, 1799년 12월 27일 ~ 1883년 5월 17일)는 에트루리아 국왕이자 루카 공이자 파르마 공이다. 파르마 공 페르디난도 1세의 손자이자 루도비코 1세의 아들이다.
나폴레옹은 페르디난도 1세를 폐위시키고 공위 계승자였던 루도비코 1세를 에트루리아의 국왕으로 앉혔다. 카를로 루도비코는 1803년 어머니 스페인의 마리아 루이사의 섭정하에 왕위에 올랐으나 나폴레옹은 1807년 에트루리아를 해체시키고 카를로 루도비코 모자를 프랑스로 데려왔다. 나폴레옹 측은 카를로 루도비코를 포르투갈 북부의 다른 나라의 왕으로 만들어주겠다고 약속했지만 이 약속은 지켜지지 않았다.
1815년 나폴레옹은 몰락했으나 파르마 공국은 부르봉파르마 가문이 아닌, 프란츠 2세의 딸이자 나폴레옹의 두 번째 황후 마리루이즈가 통치하게 되었다. 카를로 루도비코는 대신 루카 공국의 군주가 되었다. 1847년 마리아 루이사가 죽자 카를로 루도비코는 파르마 공 카를로 2세가 되어 즉위하였다. 그러나 이듬해 1848년 혁명이 일어나자 카를로 2세는 공위를 아들 카를로에게 물려준 채 국외로 망명을 했다. 공국을 점령한 오스트리아의 라데츠키로 인해 공국은 유지될 수 있었지만 그 직후 이탈리아 통일 전쟁으로 사르데냐 왕국의 공격을 받았다. 오스트리아의 승리로 파르마 공국은 위기를 넘겼고 카를로 루도비코는 프랑스로 건너가 빌라프란카 백작을 자처하며 여생을 보내다 1883년 니스에서 죽었다.